# Nguyễn Đình Chú
Giáo sư Nguyễn Đình Chú (sinh năm 1929) là giảng viên cao cấp của khoa Ngữ văn (Trường Đại học Sư phạm Hà Nội). Ông đã được Nhà nước Việt Nam tặng thưởng danh hiệu Nhà giáo Ưu tú năm 1990 và Nhà giáo Nhân dân năm 1998.

## Sự nghiệp
Nguyễn Đình Chú sinh năm 1929 tại Nghi Hợp, Nghi Lộc, Nghệ An. Năm 1984 ông được phong học hàm Phó giáo sư và năm 1991 được phong học hàm Giáo sư. Từ tháng 7 năm 1954 đến tháng 7 năm 2003 ông là giảng viên và nhà nghiên cứu văn học Việt Nam thuộc khoa Ngữ văn (Trường Đại học Sư phạm Hà Nội). Sau 2003 về hưu nhưng ông vẫn tiếp tục tham gia nghiên cứu, giảng dạy (cao học, nghiên cứu sinh), và hướng dẫn các luận án.
Cho đến nay, Nguyễn Đình Chú đã hướng dẫn hàng trăm luận văn/khóa luận cử nhân đại học, hơn 80 luận án/luận văn thạc sĩ và 16 luận án phó tiến sĩ/tiến sĩ.
Phạm vi nghiên cứu của Nguyễn Đình Chú rất rộng, bao quát văn học Việt Nam từ khái luận đến các đối tượng cụ thể trong toàn bộ tiến trình lịch sử văn học, từ văn học cổ trung đại cho đến cận hiện đại.
Về công tác nghiên cứu khoa học, Nguyễn Đình Chú viết nhiều bài cho các báo, tạp chí chuyên ngành như Tạp chí Nghiên cứu Văn học, báo Văn nghệ. Một phần trong đó về sau được học trò ông, Về sách, ông đã viết trên 30 cuốn sách đứng tên riêng và chung. Ông cũng tham gia nhiều hội thảo, tọa đàm trong đó có một số hội thảo quốc tế, với các tham luận và báo cáo khoa học của mình.
Ngoài nghiên cứu riêng, giáo sư Nguyễn Đình Chú còn tham gia bốn công trình nghiên cứu chung cấp Nhà nước đó là Bộ Lịch sử Văn học Việt Nam,  Vấn đề phát huy và sử dụng đúng đắn vai trò động lực của con người trong sự phát triển kinh tế - xã hội, Từ điển Bách khoa Quốc gia, và Tư tưởng đạo đức Hồ Chí Minh.

## Nhận xét
Liên quan đến sự kiện Trần Đức Thảo bị mất chức giáo sư vì có dính líu tới phong trào Nhân Văn - Giai Phẩm và sự giãn cách giữa ông với người thầy này của mình, Nguyễn Đình Chú viết "Điều không thể không nói là sau đợt đấu tranh này, quan hệ giữa các thầy bị đấu tranh với mọi người, với các học trò, trong đó có quan hệ giữa thầy Thảo với tôi, coi như phải chấm dứt dù còn ở chung nhà tập thể. Cách đây vài năm, anh Cù Huy Chử cho tôi biết ngày Thầy sống ở Sài Gòn trước khi đi Pháp, có lần Thầy nói với anh: Nguyễn Đình Chú là người ghi bài giảng của Thầy để làm tài liệu học tập cho sinh viên nhiều nhất và tốt nhất nhưng sau cuộc đấu tố, gặp mình mà không chào. Quả có sự thật khốn nạn đó. Hàng ngày vẫn gặp Thầy lên xuống ở cầu thang mà tôi cứ phải cúi mặt xuống không dám chào Thầy vì sợ liên lụy, vì xấu hổ về tội phản Thầy. Chỉ một Đoàn Mai Thi là người duy nhất không sợ gì cả vẫn thường xuyên lui tới săn sóc Thầy trong hoạn nạn, để lại một điểm son về đạo tôn sư trong lòng chúng bạn." 

## Một số công trình chính đã xuất bản
- Văn thơ Phan Bội Châu
- Văn thơ Tản Đà
- Văn thơ Trần Tế Xương
- Giáo trình Lịch sử Văn học Việt Nam (viết chung) tập 4A, 4B
- Cương quốc công Nguyễn Xí: Tộc phả-Di huấn-Phụ lục (chủ biên)
- Đại học Sư phạm Hà Nội một nửa thế kỷ (chủ biên)
- Tác gia Văn học Việt Nam, tập I (chủ biên)
- Nguyễn Tử Siêu - tác phẩm chọn lọc (chủ biên)
- Văn Lớp 10, Văn Lớp 11 sách giáo khoa và sách giáo viên thí điểm, cải cách, phân ban, chỉnh lý hợp nhất (chủ biên)
- Ngữ văn 6, Ngữ văn 7 (chủ biên phần Văn)
- Tuyển tập Nguyễn Đình Chú tập hợp 79 bài viết về các vấn đề văn học Việt Nam trong 3 phần: Phần 1. Mấy vấn đề chung về lịch sử văn học Việt Nam (8 bài); Phần 2. Về văn học trung đại Việt Nam (38 bài); Phần 3. Về văn học cận – hiện đại Việt Nam (33 bài).

## Tặng thưởng
GS. Nguyễn Đình Chú đã được Nhà nước tặng thưởng Huân chương Kháng chiến chống Mỹ hạng nhì năm 1980 và Huân chương Lao động hạng nhì năm 1998, danh hiệu Nhà giáo Ưu tú năm 1990, và danh hiệu Nhà giáo Nhân dân năm 1998.